# 前560年
| 千纪： | 前1千纪 |
| 世纪： | 前7世纪 \| 前6世纪 \| 前5世纪 |
| 年代： | 前590年代 \| 前580年代 \| 前570年代 \| 前560年代 \| 前550年代 \| 前540年代 \| 前530年代 |
| 年份： | 前565年 \| 前564年 \| 前563年 \| 前562年 \| 前561年 \| 前560年 \| 前559年 \| 前558年 \| 前557年 \| 前556年 \| 前555年                                                                              |
| 纪年： | 周灵王十二年 魯襄公十三年 齐灵公二十二年 晋悼公十三年 秦景公十七年 宋平公十六年 楚共王三十一年 卫献公十七年 陈哀公九年 蔡景侯三十二年 曹成公十八年 郑简公六年 燕武公十四年 吴王诸樊元年 杞孝公七年 |

## 大事記
- 楚共王之子熊昭繼位，是為楚康王。
- 智罃去世，由於其子智朔早逝，因此由智罃之孫智盈繼承智氏家主之位。他的諡號為武，史稱智武子、知武子。

## 逝世
- 楚共王。
- 荀罃，中国春秋時期晋国政治人物、将軍。